# Аристомах (стратег)
Аристомах из Аргоса (др.-греч. Αριστομαχοσ; ? — 224 до н. э.) — древнегреческий военачальник и политический деятель, занимавший должность стратега Ахейского союза в 228—227 годах до н. э. Сын аргосского тирана Аристомаха.
В 235 году до н. э. Аристомах пришёл к власти в Аргосе, став тираном после гибели предыдущего тирана Аристиппа в сражении с ахейцами. Правил при поддержке македонского царя Антигона II Гоната. После смерти македонского царя Деметрия II, поддерживавшего тиранов Пелопоннеса, Аристомах последовал примеру других тиранов, сложил власть и присоединил Аргос к Ахейскому союзу. Здесь не обошлось без интриг. Предложение Аристомаха о присоединении Аргоса к союзу во время стратегии Лидиада (230—229 годы до н. э.) Арат с возмущением отверг, не желая отдавать ему славу. Однако потом Арат сам привёл Аристомаха в Союзное собрание.
Приобретя влияние среди ахейцев, Аристомах в 228 году до н. э. был выбран стратегом. Когда началась война ахейцев со Спартой, Аристомах вторгся с войском в Лаконику, но Арат удержал его от сражения. В итоге вышло так, что двадцатитысячное войско Аристомаха и Арата не решилось атаковать пятитысячный отряд Клеомена III, что сильно подняло авторитет спартанского царя.
Когда Клеоменова война потрясла весь Пелопоннес, Клеомен начал захватывать один город за другим и в 224 году до н. э. подступил к Аргосу. Аристомах перешёл на сторону Клеомена и содействовал сдаче города, снова став в нём тираном.
После вмешательства в войну македонского царя Антигона Досона в Аргосе вспыхнуло восстание против Клеомена, обманувшего надежды аргивян на реформы. После захвата Аргоса македонянами и ахейцами Аристомах был схвачен, подвергнут мучительной пытке и утоплен в море.